# 成知勳
成知勳（韓語：성지훈，1962年10月26日—），是韩流乐坛的音讯工程师，LIVE工程师和词曲作者。

## 生涯
1980年，他为作曲家出道，以后移民到美国。在美国新泽西州生活，往来韩国活跃。2009年，放弃美国公民权以后入韩国籍。

## 经历
从1980年代初，作为词曲作者和音乐制作人活跃，兼录音和混音工程师。以后活跃为PA工程师。
现在他是JFS Mastering的总工程师。1990年申海澈的个人出道专辑，015B出道专辑，1992年尹钟信出道专辑，1993年严正花出道专辑等，由他担任许多受欢迎的歌手的出道专辑的音乐制作人。
1994年，他担任三人男歌手组合Solid的音乐制作人，正式开始作为专门音讯工程师。
1992年，发布自己个人专辑《在傍晚去旅行》。
2009年8月，他举办JFS Mastering以后, 为PSY、Rain、Red Velvet、Girl's Day和朴孝信以及许多位歌星做母带处理的工作，担任去世的申海澈的遗作歌曲的音乐制作、编曲、混音和母带处理。

## 所属
现在他是JFS Mastering的总经理。
JFS Mastering Studio在首尔市江南区论岘洞自己名下一栋大楼，他在2009年8月29日开业了。

## 精选作品

### 录音 & 混音

#### 1990年代
- 1991年 金賢植} 第六辑《第六辑》 - 〈我的愛在我身邊〉
- 1991年 申升勋 第一辑 《沉浸在微笑中的她》
- 1995年 Solid 第二辑 《The Magic of 8 Ball》
- 1995年 朴轸永 第二辑 《Dan Da La》
- 1996年 朴轸永 第三辑 《夏日圣诞钟（Summer Jingle bell）》
- 1996年 Solid 第三辑 《Light, Camera. Action!》
- 1997年 金建模 第五辑 《Myself》
- 1997 年 任昌丁 第三辑 《Again》
- 1998年 朴轸永 第四辑 《就算過了10年》，第五辑 《为什么》
- 1998年 任昌丁 第四辑 《4th.album》
- 1999年 g.o.d 第二辑 《Chapter Two: Exit, 20TH Century - Enter the 21ST》
- 1999年 李笛 第一辑 《Dead End》

#### 2000年代
- 2000年 g.o.d 第三辑 《Chapter 3》
- 2000年 朴志胤 第四辑 《成人式》
- 2001年 g.o.d 第四辑 《Chapter 4》
- 2001年 朴孝信 第二辑 《Second Story》
- 2002年 Noel 第一辑 《NOEL》
- 2002年 朴志胤 第五辑 《Man》
- 2002年 朴孝信 第三辑 《Time Honored Voice》
- 2003年 朴志胤 第六辑 《Woo~ Twenty One》
- 2003年 Rain 第二辑  《RAIN2;》- 躲避太阳的方法
- 2004年 Noel 第二辑  《New Beginning》
- 2006年 PSY 第四辑 <SSAZIP>

#### 2010年代
- 2010年 PSY 第五辑 <PSYFIVE>

### 母带处理

#### 2016年
- 丁当 (Della) - 《只是不够爱自己》

#### 2017年
- TF BOYS - 《我们的时光》
- RED VELVET – 《重生 (Rebirth)》
- Girl's Day - 《Girl's Day Everyday #5》

#### 2018年
- Solid  - 《Into the Light》
- Jeffrey Tung 董又霖 - 《9 To 5》
- Drug Restaurant - 《Her》
- 015B, Car, the garden - <她的女儿是三岁>
- SM TOWN - 〈Dear My Family〉
- All Against - 〈Hell Sweet Hell〉
- NCT U - 〈Timeless〉
- Bizzy - 〈Ooo Ah (Feat. BIBI)〉
- DJ DOC - 《便利店》
- 尹未来 - 〈No Gravity〉
- SM Station (LUNA X HEDA) - 〈Free Somebody(with everysing)〉
- Junoflo - 〈Grapevine (Feat. Jay Park)〉
- Drunken Tiger - 〈YET〉
- H a lot  - 〈If You Ask Me〉

#### 2019年
- Team X -  <Modern (Feat. Fvrt)〉
- Jambinai - <Square Wave>